# Brezina
Brezina (v minulosti Kolbe, Kolba, do roku 1948 Kolbaš, maďarsky Kolbása) je obec na Slovensku v okrese Trebišov.

## Historie
První písemné zmínky o obci pocházejí přibližně z roku 1300. Brezina se v nich připomíná pod jménem Kulkassa a Kulbasa. Brezina byla během své historie převážně zemědělskou obcí, menší část obyvatelstva se věnovala řemeslům, jako je košíkářství, dřevorubectví, kovářství, tkalcovství a kolářství. Od roku 1920 se obec nazývala Kolbaš, maďarsky Kolbása.
Po první vídeňské arbitráži a během 2. světové války zůstala Brezina součástí Československa, resp. později první slovenské republiky, navzdory své poloze v blízkosti Maďarska – nacházela se v jediném úseku slovenských hranic, ohraničených obcemi Slanec, Slanská Huta a Michaľany, kde nedošlo k odstoupení území.
Rozvoj obce začal po 2. světové válce. Obec byla osvobozena sovětskou armádou 17. prosince 1944. 
Na základě vyhlášky pověřence vnitra dr. Daniela Okáliho č.. A-311/16-II/3-1948 z 11. června 1948 (úřední věstník vlády č.. 55 čl.. 946/1948) byla obec přejmenována na Brezinu.
Do roku 1968 byly upraveny místní komunikace a v roce 1981 byla dokončena regulace potoka.

## Obecní symboly
Podle heraldického rejstříku má obec následující symboly, přijaté 17. června 2003.

### Znak
Na znaku je motiv zemědělství a vinařství podle otisku pečetidla z roku 1824: v zeleném štítě stříbrná bordura skloněné radlice, uprostřed se skloněnou stříbrnou jehlou, to vše doprovázeno vpravo velkým zlatým pravošikmým klasem na krátkém stéble, vlevo zlatou vyrůstající révou s třemi stříbrnými hrozny (vlevo dvěma) a nahoře s jedním zlatým listem. 

### Vlajka
Vlajka má podobu listu o poměru stran 2:3 ukončeného třemi cípy, tj. dvěma zástřihy, sahajícími do třetiny jejího listu. List vlajky je tvořena devíti podélnými pruhy – opakovaně v barvách zelená, žlutá, bílá.

## Poloha
Obec Brezina leží v regionu Dolní Zemplín na jihozápadě okresu Trebišov, v rovinaté oblasti mezi Slanskými vrchy, resp. jejich částí Milič a Zemplínskými vrchy, v těsné blízkosti maďarských hranic (přibližně 2 km). Sousedí s obcemi Kuzmice a Kazimír. Obcí protéká potok Izra. V obci začíná značená turistická trasa Brezina – Izra (jezero) – Čatorňa (Babia hora, mezi vrcholy Zbojník/Tolvaj-hegy a Lipovec/Hársas-hegy), kterou je možné projít dále do malé obce Pusztafalu v Maďarsku. Katastr obce se nachází mezi 135 a 310 m n. m.

## Demografie
Při sčítání obyvatelstva v roce 2001 se z tehdejších 702 obyvatel přibližně 86% (605) přihlásilo k slovenské národnosti, necelých 8% (54) k romské a 0,43% (3) k maďarské národnosti. 24,36% obyvatel se hlásilo k římskokatolické, 51,28% k řeckokatolické a 11,4% k pravoslavné víře. Méně než polovina obyvatelstva byla v ekonomicky aktivním věku, z nichž asi dvě třetiny byly zaměstnány. V obci bylo 224 domů, z toho 190 obydlených.
Rozvoj obyvatelstva

## Infrastruktura
V obci je zaveden zemní plyn, nachází se zde několik obchodů s potravinami a smíšeným zbožím a pohostinství. V obci je fotbalové hřiště a obecní knihovna. V obci je mateřská škola a malotřídní základní škola. V obci se každoročně konají folklórní slavnosti.

## Zajímavosti
Navzdory relativně nízkému počtu obyvatel jsou v Brezině čtyři funkční chrámy:
- řeckokatolický chrám sv. Petra a Pavla z roku 1785
- kostel církve reformované z roku 1801 (věž z konce 19. století)
- chrám pravoslavné církve z roku 1994
- římskokatolický kostel z roku 2004